# Paso de Cobos
Paso de Cobos är en ort i Mexiko.   Den ligger i kommunen Huanímaro och delstaten Guanajuato, i den centrala delen av landet, 260 km väster om huvudstaden Mexico City. Paso de Cobos ligger 1 697 meter över havet och antalet invånare är 300.
Terrängen runt Paso de Cobos är kuperad österut, men västerut är den platt. Runt Paso de Cobos är det ganska tätbefolkat, med 104 invånare per kvadratkilometer. Närmaste större samhälle är Abasolo, 14,2 km norr om Paso de Cobos. Trakten runt Paso de Cobos består till största delen av jordbruksmark.